# 劉光復 (萬曆進士)
劉光復（1576年—1621年），字貞一，號見初，直隸池州府青陽縣八都人，明朝政治人物。

## 生平
萬曆二十五年（1597年）丁酉科應天鄉試第五名舉人，萬曆二十六年（1598年）聯捷戊戌科進士。大理寺觀政，授浙江諸暨縣知縣，為政廉平，三十三年（1605年）行取，三十六年八月考選河南道御史，巡按山西，三十八年（1610年）丁父憂歸。服闋，四十二年起復原職，巡视京营，四十三年（1615年）五月以張差梃擊案事，在慈聖皇太后靈座前高聲大言，震驚神位，明神宗大怒，命錦衣衛挐送刑部，被繫獄五年。子劉永祚以父入獄，伏闕請代，四十六年（1618年）三疏願代父罪，不報，痛哭而卒。後另一子劉文祚復上疏請代，四十八年（1620年）元旦劉光復得釋，八月明光宗立，起復光祿寺丞，天啟元年（1621年）正月致仕，同年卒。六年（1626年）四月追贈太常寺少卿，恩賜祭葬，崇祀名宦、鄉賢。

## 家族
高祖劉恩，號惠菴，應弘治十三年歲薦，長寧縣知縣。曾祖劉圭，號古愚，應嘉靖二十四年歲薦，信豐縣知縣。祖父劉介卿，號學惠。父劉織（1546年-1610年），字章甫，號還素，累封文林郎河南道監察御史。母姜氏，贈太孺人。娶程家慶女，封孺人；繼娶楊氏。弟劉光得。子劉永祚、劉文祚、劉高祚、劉享祚。